# Llano el Coyote
Llano el Coyote är en ort i Mexiko.   Den ligger i kommunen San Felipe Tejalápam och delstaten Oaxaca, i den sydöstra delen av landet, 400 km sydost om huvudstaden Mexico City. Llano el Coyote ligger 1 686 meter över havet och antalet invånare är 196.
Terrängen runt Llano el Coyote är varierad. Runt Llano el Coyote är det ganska tätbefolkat, med 230 invånare per kvadratkilometer. Närmaste större samhälle är Oaxaca de Juárez, 16,1 km öster om Llano el Coyote. Trakten runt Llano el Coyote består i huvudsak av gräsmarker.